# Чемпионат МХЛ 1993/1994 (составы)
Составы команд, участвовавших в чемпионате МХЛ 1993/94.
Указано гражданство хоккеистов, не являвшихся гражданами России (согласно eliteprospects.com).

## 1. «Лада»
Вратари: Андрей Болсуновский (16 матчей, 21 пропущенная шайба), Алексей Марьин (47, 81), Геннадий Ушаков (5, 4).

Защитники: Олег Бурлуцкий, Олег Волков, Максим Галанов, Виктор Дронов, Павел Зубов, Олег Кофтун, Михаил Милехин (← «Кристалл»), Игорь Никитин, Юрий Панов, Сергей Пережогин, Владимир Тарасов, Дмитрий Шулаков, Рафик Якубов.

Нападающие: Алексей Алексеев, Вячеслав Безукладников, Эдуард Горбачёв, Пётр Горюнов ( → КалПА → «Торпедо» НН), Павел Десятков, Анатолий Емелин, Сергей Жеребцов, Дмитрий Затонский, Юрий Злов, Александр Иванов, Константин Кузьмичёв, Сергей Марчков, Виктор Марусов (← «Металлург» М), Александр Нестеров, Станислав Панфиленков, Андрей Разин, Олег Рудаков, Иван Свинцицкий,  Андрей Сидоров, Игорь Трухачёв (← «Металлург» Ч), Вадим Шайдуллин.

Главный тренер: Геннадий Цыгуров.

## 2. «Динамо» (Москва)
Вратари: Игорь Галкин (25,62), Ильдар Мухометов (39, 91), Сергей Подпузько (3, 8), Сергей Поляков (2, 0).

Защитники: Руслан Батыршин, Владислав Бульин, Сергей Воронов, Сергей Вышедкевич, Сергей Гончар, Евгений Грибко, Роман Золотов, Александр Карповцев, Владимир Крамской, Борис Кузьмин, Михаил Слипченко, Сергей Сорокин, Дмитрий Суханов, Олег Шаргородский,  Александр Юдин.

Нападающие: Игорь Бахмутов, Валерий Белов, Владимир Воробьёв, Сергей Горбачёв, Владимир Грачёв, Игорь Дорофеев, Михаил Здановский, Роман Ильин, Сергей Климович, Виктор Козлов, Александр Кувалдин, Андрей Кузьмин, Андрей Назаров, Дмитрий Назаров, Андрей Николишин, Алексей Подалинский, Александр Прокопьев, Дмитрий Сергеев, Валерий Чёрный, Дмитрий Чумаченко, Равиль Якубов.

Главный тренер: Игорь Тузик.

## 3. «Трактор»
Вратари: Андрей Баталов (10, 14), Андрей Зуев (46, 107), Михаил Емельянов (5, 8).

Защитники: Валерий Никулин, Сергей Тертышный, Александр Шварёв, Андрей Сапожников, Олег Давыдов,  Вадим Гловацкий, Алексей Чикалин, Юрий Усенко, Игорь Хацей, Сергей Колесник.

Нападающие: Дмитрий Андреев, Константин Астраханцев, Евгений Бобыкин, Игорь Варицкий, Сергей Гомоляко, Равиль Гусманов, Дмитрий Демидов, Андрей Диденко, Евгений Зиновьев, Сергей Иванов, Валерий Карпов,  Алексей Коковин, Андрей Кудинов, Павел Лазарев, Олег Мальцев, Евгений Момот, Максим Смельницкий, Станислав Туголуков, Олег Черкасов, Игорь Федулов.

Главный тренер: Валерий Белоусов.

## 4.«Салават Юлаев»
- вр Васильев, Игорь Владимирович
- вр Никифоров, Александр Викторович
- вр Тихомиров, Владимир Сергеевич
- защ Васильев, Олег Михайлович
- защ  Волков, Андрей Владимирович
- защ Давлетшин, Валерий Рафикович
- защ Камалетдинов, Рустем Фанюсович
- защ Лопатин, Сергей Николаевич
- защ Потапов, Михаил Владимирович
- защ Сафин, Венер Расихович
- защ Цулыгин, Николай Леонидович
- защ Яханов, Андрей Викторович
- нап Афиногенов, Денис Александрович
- нап Гареев, Алик Амирханович
- нап Давлетов, Андрей Эуфэтович
- нап Денисов, Дмитрий Витальевич
- нап Заварухин, Николай Николаевич
- нап Иванов, Юрий Владимирович
- нап Кузнецов, Андрей Алексеевич
- нап Муфтиев, Раиль Мнавирович
- нап Полозов, Константин Александрович
- нап Свержов, Александр Александрович
- нап Сулейманов, Руслан Мухаметханафович
- нап Тимофеев, Борис Михайлович
- нап Хаев, Вячеслав Александрович
- нап Хайруллин, Айдар Равихович
- нап Шарифьянов, Вадим Римович
- нап Юнусов, Альфред Асфанович
- Главный тренер: Рафаил Ишматов.

## 5. «Металлург» Магнитогорск
- вр Бессонов, Андрей Васильевич
- вр Земченок, Сергей Леонидович
- вр Тортунов, Борис Владимирович
- защ Астахов, Дмитрий Алексеевич
- защ Губарев, Евгений Михайлович
- защ Денисов, Денис Борисович
- защ Загвоздкин, Василий Викторович
- защ  Залипятских, Сергей Геннадьевич
- защ Исаев, Юрий Алексеевич
- защ Исаков, Константин Александрович
- защ Клецов, Игорь Григорьевич
- защ Князев, Игорь Фёдорович
- защ Мажугин, Андрей Иванович
- защ Мусатаев, Георгий Александрович
- защ Тютиков, Евгений Гаврилович
- защ Шалыгин, Евгений Валерьевич
- нап Воронежев, Дмитрий Владимирович
- нап Гольц, Александр Львович
- нап Громилин, Владимир Владимирович
- нап  Девятков, Сергей Николаевич
- нап Еловиков, Владимир Ильич
- нап Жуков, Алексей Юрьевич
- нап Иванов, Дмитрий Олегович
- нап Лукиянов, Игорь Юрьевич
- нап Марусов, Виктор Викторович → «Лада»
- нап  Могильников, Сергей Петрович
- нап Осипов, Сергей Юрьевич
- нап Панин, Валерий Геннадьевич
- нап Погодин, Алексей Николаевич
- нап  Рожнев, Александр Викторович
- нап Сальников, Виктор Владимирович
- нап Старковский, Игорь Алексеевич
- нап Ульшин, Игорь Константинович
- нап  Филиппов, Дмитрий Владимирович
- нап Хромых, Владислав Анатольевич
- нап Шпигало, Юрий Валентинович
- Главный тренер: Валерий Постников.

## 6. «Торпедо» Ярославль
- вр Николаев, Сергей Геннадьевич
- вр Тарасов, Евгений Юрьевич
- вр Червяков, Алексей Алексеевич
- защ Амелин, Алексей Викторович
- защ Васильев, Алексей Сергеевич
- защ Грибков, Роман Владимирович
- защ Жуков, Андрей Борисович
- защ Комиссаров, Олег Викторович
- защ Красоткин, Дмитрий Иванович
- защ Матюхов, Эдуард Олегович
- защ Соболев, Андрей Владимирович
- защ Суярков, Сергей Владимирович
- защ Шалдыбин, Евгений Сергеевич
- защ Шведов, Владислав Владимирович
- защ Юбин, Ильдар Владимирович
- нап Агеев, Александр Николаевич
- нап Ардашев, Александр Аркадьевич
- нап Башкатов, Егор Вячеславович
- нап Горшков, Алексей Валентинович
- нап Евдокимычев, Геннадий Вячеславович
- нап Ермолаев, Павел Аркадьевич
- нап Затевахин, Дмитрий Юрьевич
- нап Казакевич, Михаил Николаевич
- нап Касаткин, Константин Викторович
- нап Курочкин, Вячеслав Павлович
- нап Мартынюк, Сергей Станиславович
- нап Меляков, Игорь Викторович
- нап Перегудов, Константин Викторович
- нап Романов, Станислав Николаевич
- нап Самылин, Владимир Иванович
- нап Селезов, Андрей Юрьевич
- нап Тарасенко, Андрей Владимирович
- нап  Трасеух, Алексей Борисович
- Главный тренер: Сергей Николаев.

## 7. «Итиль»
- вр Абрамов, Сергей Михайлович
- вр Давыдов, Рашид Абдулхакович
- вр Ячанов, Дмитрий Николаевич
- защ Анисимов, Артём Вячеславович
- защ Балмин, Дмитрий Анатольевич
- защ Валиуллин, Эдуард Ренадович
- защ Завьялов, Александр Васильевич
- защ Зубков, Андрей Фёдорович
- защ Лабзов, Леонид Владимирович
- защ Макаров, Владислав Валентинович
- защ Нигматуллин, Халим Хакимуллович
- защ Петров, Евгений Витальевич
- защ Пучков, Алексей Геннадьевич
- защ Старостин, Владимир Юрьевич
- нап Агеев, Игорь Геннадьевич
- нап Баранов, Роман Геннадьевич
- нап Веселов, Глеб Анатольевич
- нап Власов, Олег Юрьевич
- нап Гарифуллин, Алмаз Миннеханович
- нап Гизатуллин, Ильнур Альфридович
- нап Голубев, Кирилл Витальевич
- нап Ерёменко, Сергей Анатольевич
- нап Зуев, Алексей Геннадьевич
- нап Кадейкин, Айрат Хайдарович
- нап Канюков, Сергей Валерьевич
- нап Касьянов, Ринат Римович
- нап Крашенинников, Игорь Валерьевич
- нап Кудерметов, Эдуард Дамирович
- нап Сарматин, Михаил Сергеевич
- нап Толоконцев, Олег Махаммадович
- нап Усманов, Рамиль Ринатович
- нап Чупин, Алексей Геннадьевич
- нап Юркин, Антон Павлович
- Главный тренер: Виктор Кузнецов.

## 8. «Спартак»
- вр Ивашкин, Алексей Валерьевич
- вр Федотов, Андрей Владимирович
- вр Шевцов, Олег Борисович
- защ Бутко, Сергей Михайлович
- защ Лукинский, Фёдор Вячеславович
- защ Макаров, Илья Сергеевич
- защ Марков, Даниил Евгеньевич
- защ Митькин, Михаил Юрьевич
- защ Петрочинин, Евгений Викторович
- защ Подлегаев, Дмитрий Михайлович
- защ Путилин, Алексей Александрович
- защ Сёмин, Николай Васильевич
- защ Чистяков, Андрей Алексеевич
- защ Юдин, Александр Леонидович
- нап Абдулин, Ренат Харисович
- нап Евтюхин, Георгий Витальевич
- нап Епанчинцев, Вадим Сергеевич
- нап Иванов, Михаил Викторович
- нап Клевакин, Дмитрий Владимирович
- нап Козлов, Сергей Викторович
- нап Коротков, Константин Сергеевич
- нап Митрошкин, Константин Юрьевич
- нап  Немировский, Михаил Семёнович
- нап Попугаев, Андрей Александрович
- нап Рожков, Дмитрий Николаевич
- нап Селиванов, Александр Юрьевич
- нап Смирнов, Юрий Вячеславович
- нап Уваров, Владимир Анатольевич
- нап Шаламай, Сергей Анатольевич
- нап Шамолин, Дмитрий Вадимович
- Главный тренер: Валентин Гуреев.

## 9. «Торпедо» Усть-Каменогорск
- вр  Бородулин, Владимир Ильич
- вр  Еремеев, Виталий Михайлович
- вр  Набоков, Евгений Викторович
- вр  Рягузов, Вадим Валерьевич
- вр  Тарасов, Вадим Геннадьевич
- вр  Шимин, Александр Николаевич
- защ  Аргоков, Артём Владимирович
- защ  Артёменко, Александр Сергеевич
- защ  Быстрянцев, Виктор Николаевич
- защ  Земляной, Игорь Степанович
- защ  Каменский, Игорь Витальевич
- защ  Коледаев, Алексей Николаевич
- защ Крутов, Евгений Витальевич
- защ  Ларин, Евгений Владимирович
- защ  Медведев, Игорь Евгеньевич
- защ  Никитин, Игорь Валерьевич
- защ  Полковников, Максим Николаевич
- защ  Пупков, Евгений Борисович
- защ  Савенков, Андрей Владимирович
- защ  Соколов, Андрей Павлович
- защ  Трегубов, Виталий Владимирович
- защ  Трощинский, Алексей Борисович
- защ  Федорченко, Виктор Ильич
- нап  Антипов, Сергей Анатольевич
- нап  Белкин, Сергей Владимирович
- нап  Беляевский, Игорь Константинович
- нап  Бородулин, Михаил Ильич
- нап  Дударев, Дмитрий Викторович
- нап  Завьялов, Владимир Владимирович
- нап  Каменцев, Павел Геннадьевич
- нап  Каратаев, Юрий Иванович
- нап  Комиссаров, Максим Андреевич
- нап  Корешков, Александр Геннадьевич
- нап  Корешков, Евгений Геннадьевич
- нап  Кравец, Игорь Владимирович
- нап  Кряжев, Олег Владимирович
- нап  Лашин, Илья Сергеевич
- нап  Летов, Евгений Владимирович
- нап  Лопатин, Алексей Викторович
- нап  Пиневский, Станислав Эдвардович
- нап  Прманов, Салим Адилканович
- нап  Пчеляков, Андрей Владимирович
- нап  Руденко, Константин Николаевич
- нап  Сагымбаев, Ерлан Ерлесович
- нап  Самохвалов, Андрей Викторович
- нап  Сподаренко, Константин Григорьевич
- нап  Тютюнник, Евгений Викторович
- нап  Филатов, Анатолий Алексеевич
- нап  Харитонов, Юрий Николаевич
- нап  Цыба, Андрей Владимирович
- нап  Шафранов, Константин Витальевич
- нап  Шипулин, Роман Васильевич
- Главный тренер:  Владимир Гольц.

## 10. «Крылья Советов»
- вр Браташ, Олег Владимирович
- вр Карпин, Андрей Борисович
- вр Чумичев, Виталий Евгеньевич
- защ Брезгунов, Вадим Анатольевич
- защ Ерофеев, Дмитрий Евгеньевич
- защ Иванов, Игорь Викторович
- защ Иванов, Игорь Владимирович
- защ Кухтинов, Роман Евгеньевич
- защ Лысенко, Александр Вячеславович
- защ Родин, Дмитрий Михайлович
- защ Скопинцев, Андрей Борисович
- защ Сташенков, Илья Владимирович
- защ Твердовский, Олег Фёдорович
- защ Чуканов, Максим Валерьевич
- защ Щедров, Николай Николаевич
- нап Агарков, Павел Геннадьевич
- нап Бабанов, Владислав Юрьевич
- нап Баулин, Павел Анатольевич
- нап Бойков, Александр Рафаилович
- нап Бойченко, Павел Николаевич
- нап Гоголев, Дмитрий Владимирович
- нап Ефимов, Игорь Геннадьевич
- нап Зеленчев, Игорь Владимирович
- нап Золотов, Сергей Владимирович
- нап Исаков, Алексей Геннадьевич
- нап Ковайкин, Николай Семёнович
- нап Королюк, Александр Иванович
- нап Кудашов, Алексей Николаевич
- нап  Литвинов, Юрий Владимирович
- нап Морозов, Алексей Алексеевич
- нап Набоков, Дмитрий Викторович
- нап Погонин, Алексей Владимирович
- нап Потайчук, Андрей Александрович
- нап Ревякин, Руслан Владимирович
- нап Савченков, Александр Александрович
- нап Степанов, Алексей Борисович
- нап  Суурсоо, Тойво
- нап Томилин, Виталий Владимирович
- Главный тренер: Игорь Дмитриев.

## 11. «Химик»
- вр Лаврецкий, Олег Николаевич
- вр  Шундров, Юрий Александрович
- защ Веригин, Борис Юрьевич
- защ Доронин, Андрей Владимирович
- защ Дрындин, Виталий Викторович
- защ Ждан, Александр Николаевич
- защ Кобзев, Олег Анатольевич
- защ Козлов, Андрей Вячеславович
- защ Логинов, Андрей Николаевич
- защ Мирошников, Алексей Геннадьевич
- защ Монаенков, Игорь Александрович
- защ Сырцов, Николай Александрович
- защ Толоконников, Владимир Александрович
- защ Челнаков, Дмитрий Геннадьевич
- защ Яшкин, Алексей Михайлович
- нап Артюшенко, Сергей Васильевич
- нап Березин, Сергей Евгеньевич
- нап Галкин, Андрей Алексеевич
- нап Гаранин, Евгений Евгеньевич
- нап Гусев, Вадим Михайлович
- нап Жинков, Александр Александрович
- нап Ильин, Владимир Константинович
- нап Казаков, Александр Анатольевич
- нап Климантов, Алексей Васильевич
- нап Королев, Сергей Михайлович
- нап Кутасов, Сергей Александрович
- нап Левенок, Александр Александрович
- нап Максимов, Александр Георгиевич
- нап Поликаркин, Вячеслав Сергеевич
- нап Сандрогайлов, Дмитрий Владимирович
- нап Синицын, Владимир Геннадьевич
- нап Сырцов, Александр Геннадьевич
- нап Чибиряев, Александр Львович
- нап Шлыков, Александр Михайлович
- Главный тренер: Геннадий Сырцов.

## 12. «Пардаугава»
- вр  Зинков, Андрей
- вр  Клоданс, Юрис
- вр  Наумов, Сергей Иванович
- вр  Скудра, Петерис
- защ  Асташенко, Каспар Янович
- защ  Бондарев, Игорь Анатольевич
- защ  Гирвичс, Сандис
- защ  Григорьев, Константин
- защ  Кейстерс, Андрис
- защ  Купакс, Артур
- защ  Лавиньш, Родриго
- защ  Миронович, Айгарс
- защ  Музис, Иварс
- защ  Озолиньш, Рональдс
- защ  Сейейс, Нормундс
- защ  Скрастыньш, Карлис Мартинович
- защ  Сорокин, Олег Григорьевич
- защ  Цеплис, Гатис
- защ  Цимбалюк, Виктор
- защ  Шишкович, Александр Андреевич
- нап  Аболс, Артис
- нап Белов, Сергей
- нап  Бертиньш, Юргис
- нап  Болдавешко, Сергей
- нап  Гуревич, Виталий Васильевич
- нап  Гусак, Юрий
- нап  Игнатович, Андрей Николаевич
- нап  Козлов, Михаил Ревокатович
- нап  Колчанов, Александр
- нап  Кулибаба, Валерий Николаевич
- нап  Линчук, Сергей
- нап  Мациевский, Александр Борисович
- нап  Ниживий, Александр Богданович
- нап  Николайсонс, Вилнис
- нап  Опульскис, Юрис
- нап  Пархоменко, Павел
- нап  Салиенко, Михаил
- нап  Семёнов, Александр Владимирович
- нап  Сенин, Сергей Викторович
- нап  Тамбиев, Леонид Григорьевич
- нап  Томанс, Янис
- нап  Филатов, Виктор Владимирович
- нап  Хромченков, Алексей
- нап  Ципрусс, Айгарс
- нап  Чунчуков, Александр
- нап  Юрьенко, Олег Леонидович
- нап  Ясс, Марек Имантович?
- Главный тренер:  Юрий Репс.

## 13. СКА
- вр Иванников, Валерий Николаевич
- вр Кореньков, Кирилл Витальевич
- вр Соколов, Максим Анатольевич
- защ Алексушин, Владимир Борисович
- защ Алёхин, Дмитрий Борисович
- защ Гайлик, Юрий Викторович
- защ Давыдов, Марат Хайдарович
- защ Егоров, Дмитрий Владимирович
- защ Кукушкин, Дмитрий Викторович
- защ Рубов, Алексей Владимирович
- защ Соколовский, Вячеслав Михайлович
- защ Стрелков, Михаил Владимирович
- защ Тимофеев, Олег Владимирович
- защ Филинов, Евгений Сергеевич
- защ Хаванов, Александр Павлович
- защ Цветков, Дмитрий Николаевич
- нап Акимов, Николай Владимирович
- нап Андреев, Владимир Николаевич
- нап Беляков, Виктор Евгеньевич
- нап Виноградов, Александр Львович
- нап Горбушин, Илья Анатольевич
- нап Евстигнеев, Павел Геннадьевич ← ЦСКА
- нап Егоров, Алексей Юрьевич
- нап Ефимов, Алексей Валентинович
- нап Каменев, Василий Вадимович
- нап Клемантович, Павел Андреевич
- нап  Логинов, Иван Владимирович
- нап Маслов, Николай Евгеньевич
- нап Павлов, Евгений Александрович
- нап Петров, Валерий Валентинович
- нап Пушков, Сергей Михайлович
- нап Самсоник, Владимир Евгеньевич
- нап Смагин, Александр Евгеньевич
- нап Сушинский, Максим Юрьевич
- нап Цыплаков, Юрий Алексеевич
- Главный тренер: Борис Михайлов.

## 14. ЦСКА
- вр Звягин, Сергей Евгеньевич
- вр Хабибулин, Николай Александрович
- защ Дёмин, Василий Викторович
- защ Ересько, Юрий Юрьевич
- защ Исайкин, Алексей Вячеславович
- защ Кривченков, Алексей Васильевич
- защ Мозгунов, Роман Анатольевич
- защ Октябрёв, Артур Сергеевич
- защ Осадчий, Александр Николаевич
- защ Решетников, Сергей Борисович
- защ Селянин, Сергей Валентинович
- защ Симонов, Сергей Владимирович
- защ Турковский, Василий Николаевич
- защ Шальнов, Станислав Юрьевич
- защ Яковенко, Андрей Васильевич
- нап Белобрагин, Михаил Юрьевич
- нап Белов, Олег Иванович
- нап Брылин, Сергей Владимирович
- нап Васильев, Андрей Владимирович
- нап Винокуров, Денис Вячеславович
- нап Горенко, Дмитрий Васильевич
- нап Долгов, Андрей Сергеевич
- нап Евстигнеев, Павел Геннадьевич → СКА
- нап Жашков, Владимир Викторович
- нап Зеленко, Борис Валерьевич
- нап Лещёв, Альберт Викторович
- нап Лунёв, Андрей Алексеевич
- нап Морозов, Валентин Алексеевич
- нап Пиголицын, Денис Николаевич
- нап Скопцов, Александр Сергеевич
- нап Смирнов, Андрей Юрьевич
- нап  Старостенко, Дмитрий Валерьевич
- нап Титов, Александр Николаевич
- нап Харламов, Александр Валерьевич
- нап Яковенко, Владислав Сергеевич
- Главный тренер: Виктор Тихонов.

## 15. «Торпедо» Нижний Новгород
- вр Игнатенко, Алексей Юрьевич
- вр Киряхин, Сергей Николаевич
- защ Воеводин, Николай Анатольевич
- защ Галихманов, Вадим Рашидович
- защ Глушко, Вячеслав Георгиевич
- защ Голышев, Николай Иванович
- защ Данчишин, Александр Анатольевич
- защ  Ерастов, Дмитрий Анатольевич
- защ Комаров, Павел Владимирович
- защ Куликов, Андрей Александрович
- защ Куприянов, Александр Александрович
- защ Латин, Лев Николаевич
- защ Мусатов, Вадим Юрьевич
- защ Наместников, Олег Юрьевич
- нап Бобарико, Евгений Викторович
- нап Богусевич, Юрий Фирсович
- нап Брайцев, Сергей Борисович
- нап Водопьянов, Анатолий Николаевич
- нап Горюнов, Пётр Станиславович ← КалПА ← «Лада»
- нап Григорьев, Сергей Юрьевич
- нап Жебровский, Сергей Валерьевич
- нап Иванов, Алексей Васильевич
- нап Киреев, Владимир Генрихович
- нап Коньков, Владимир Валерьевич
- нап Кудимов, Евгений Васильевич
- нап Новосёлов, Сергей Александрович
- нап Обрежа, Константин Борисович
- нап Орлов, Владимир Владимирович
- нап  Петров, Михаил Владимирович ← «Строитель»
- нап Ротанов, Алексей Петрович
- нап Рьянов, Вячеслав Серафимович
- нап Смирнов, Василий Викторович
- нап Ушаков, Алексей Геннадьевич
- нап Шестериков, Сергей Владимирович
- Главный тренер: Валерий Шапошников.

## 16. «Авангард»
- вр Бессонов, Павел Павлович
- вр Лойферман, Евгений Михайлович
- вр Псарев, Андрей Геннадьевич
- вр Храмцов, Сергей Борисович
- защ  Архипов, Виктор Владимирович
- защ Горбенко, Олег Юрьевич
- защ Капуловский, Владимир Иванович
- защ Качесов, Олег Викторович
- защ Климов, Александр Юрьевич
- защ Коробкин, Сергей Леонидович
- защ Логинов, Альберт Леонидович
- защ Маслюков, Константин Николаевич
- защ Мекешкин, Дмитрий Анатольевич
- защ Рычков, Евгений Юрьевич
- защ Угольников, Олег Валерьевич
- нап Афанасьев, Дмитрий Анатольевич
- нап Барабаш, Виталий Геннадьевич
- нап Бердников, Сергей Павлович
- нап  Бернатавичюс, Дмитрий Антанасович
- нап Вахрушев, Алексей Михайлович
- нап Горбенко, Игорь Юрьевич
- нап Губарев, Сергей Иванович
- нап Дмитриев, Эдуард Анатольевич
- нап Дякив, Дмитрий Степанович
- нап Дякив, Игорь Степанович
- нап Ждахин, Алексей Геннадьевич
- нап Костромин, Роман Павлович
- нап Кузнецов, Юрий Владимирович
- нап Латышев, Игорь Михайлович
- нап Любимов, Виктор Николаевич
- нап Маслов, Владимир Юрьевич
- нап Пархоменко, Дмитрий Геннадьевич
- нап Рябкин, Сергей Николаевич
- нап Сайфуллин, Рамиль Вильямович
- нап Сергиевский, Алексей Викторович
- нап Тисленко, Евгений Михайлович
- нап Тупицын, Вадим Николаевич
- Главный тренер: Леонид Киселёв.

## 17. «Сокол»
- вр  Вьюхин, Александр Евгеньевич
- вр  Карпенко, Игорь Васильевич
- вр  Симчук, Константин Николаевич
- защ  Бернацкий, Алексей Владимирович
- защ  Гаркуша, Сергей Владимирович
- защ  Гунько, Юрий Дмитриевич
- защ  Дешёвый, Сергей Викторович
- защ  Дрифан, Игорь Владимирович
- защ  Завальнюк, Вячеслав Дмитриевич
- защ  Кирик, Владимир Михайлович
- защ  Лясковский, Юрий Николаевич
- защ  Олексиенко, Андрей Алексеевич
- защ  Остроушко, Артём Алексеевич
- защ  Полковников, Олег Олегович
- защ  Савицкий, Александр Валерьевич
- защ  Срюбко, Андрей Васильевич
- защ  Тимченко, Вячеслав Николаевич
- защ  Янкович, Игорь Леонидович
- нап  Бауба, Дайнюс
- нап  Бобровников, Василий Валентинович
- нап  Буценко, Константин Леонидович
- нап  Гончаренко, Виктор Анатольевич
- нап  Егоров, Роман Викторович
- нап  Зозовский, Владислав Эдуардович?
- нап  Карнаух, Сергей Григорьевич
- нап  Ковешников, Анатолий Леонидович
- нап  Кузьминский, Александр Александрович
- нап  Литвиненко, Виталий Иванович
- нап  Лола, Сергей Николаевич
- нап  Майко, Николай Александрович
- нап  Млинченко, Евгений Александрович
- нап  Николаев, Андрей Анатольевич
- нап  Олецкий, Валентин Арнольдович
- нап  Пидгурский, Дмитрий Иванович
- нап  Семенченко, Виталий Сергеевич
- нап Турышев, Олег Геннадьевич
- нап  Уткин, Андрей Валентинович
- нап  Фадеев, Михаил Александрович
- нап  Циркунов, Олег Валентинович
- нап  Чурсин, Борис Сёменович
- нап  Шастин, Евгений Евгеньевич
- нап  Шахрайчук, Вадим Валерьевич
- нап  Шуст, Игорь Анатольевич?
- Главный тренер:  Александр Фадеев.

## 18. «Металлург» Череповец
- вр Инкин, Дмитрий Александрович
- вр Никитин, Юрий Александрович
- вр Черкас, Павел Игоревич
- вр Чижевский, Александр Дмитриевич
- защ Ачапкин, Олег Михайлович
- защ Васильев, Алексей Вячеславович
- защ Козырев, Андрей Леонидович
- защ Лешко, Владимир Валентинович
- защ  Менченков, Александр Владимирович
- защ Родионов, Валентин Владимирович
- защ  Салиев, Валерий Солин Виталий
- защ Солин, Виталий Александрович
- защ Терехов, Александр Вячеславович
- защ Хайдин, Андрей Николаевич
- защ  Цветков, Максим Александрович
- нап Болтунов, Олег Иванович
- нап Вершинин, Владимир Васильевич
- нап Гришин, Александр Николаевич
- нап Иванов, Алексей Павлович
- нап  Иченский, Сергей Леонидович
- нап Кознев, Алексей Валентинович
- нап Кондрашкин, Сергей Вячеславович
- нап Кочин, Владимир Анатольевич
- нап Никулин, Игорь Борисович
- нап Петров, Игорь Зинонович
- нап Попов, Алексей Николаевич
- нап Сироткин, Владимир Валерьевич
- нап Скворцов, Алексей Викторович
- нап Смирнов, Андрей Вениаминович
- нап Соколов, Алексей Борисович
- нап Трухачёв, Игорь Алексеевич → «Лада»
- нап Уйманов, Владимир Викторович
- нап Чистяков, Алексей Владимирович
- нап Шутов, Андрей Павлович
- Главный тренер: Владимир Голев.

## 19. «Тивали»
- вр  Гаврилёнок, Александр Яковлевич
- вр  Ивашин, Юрий Леонидович
- вр  Шабанов, Сергей Рудольфович
- защ  Аскаров, Марат Рафкатович
- защ  Гегеня, Виталий Леонидович
- защ  Глушинский, Сергей Александрович
- защ  Еркович, Сергей Анатольевич
- защ  Иванов, Сергей Владимирович
- защ  Копать, Владимир Николаевич
- защ  Кузнецов, Виталий Леонидович
- защ  Леонтьев, Олег Юрьевич
- защ  Лобынько, Виктор Александрович
- защ  Макрицкий, Александр Петрович
- защ  Ничиухин, Дмитрий Александрович
- защ  Радько, Сергей Владимирович
- защ  Романов, Олег Константинович
- защ  Салей, Руслан Альбертович
- защ  Снитко, Владимир
- защ  Стась, Сергей Леонидович
- защ  Тетерев, Олег Александрович
- защ  Федотов, Сергей Александрович
- защ  Хмыль, Олег Владимирович
- защ  Шаркевич, Андрей?
- нап  Антоненко, Олег Владимирович
- нап  Бекбулатов, Вадим Николаевич
- нап  Белкин, Олег Георгиевич
- нап  Гусов, Андрей Леонидович
- нап  Деркач, Павел Евгеньевич
- нап Долишня, Вячеслав Валентинович
- нап  Ермолов, Валерий Владимирович
- нап  Есаулов, Евгений Валерьевич
- нап  Занковец, Эдуард Константинович
- нап  Запольский, Александр Казимирович
- нап  Карпенко, Юрий Александрович
- нап  Ковальчук, Сергей
- нап  Козырев, Владимир
- нап  Овсянников, Дмитрий Владимирович
- нап  Павлюченко, Аркадий Вадимович
- нап  Панков, Василий Николаевич
- нап  Панков, Дмитрий Николаевич
- нап  Романенко, Роман Вячеславович
- нап  Рымша, Александр Станиславович
- нап  Скабелка, Андрей Владимирович
- нап  Тарновский, Игорь
- нап  Татаринцев, Константин Сергеевич
- нап  Файков, Юрий Александрович
- нап  Хайлак, Владимир Юрьевич
- нап  Чернявский, Сергей Александрович
- нап  Шитковский, Сергей Сергеевич
- нап  Шульга, Дмитрий Викторович
- Главный тренер:  Андрей Сидоренко.

## 20. «Металлург» Новокузнецк
- вр Курошин, Дмитрий Николаевич
- вр Филиппенко, Александр Николаевич
- защ Бакланов, Евгений Викторович
- защ Буценко, Вадим Анатольевич
- защ Воинский, Дмитрий Богданович
- защ Голденков, Евгений Алексеевич
- защ Евстафьев, Андрей Иванович
- защ Зуев, Юрий Александрович
- защ Кицын, Алексей Иванович
- защ Трофилов, Сергей Николаевич
- защ Трощенков, Андрей Владимирович
- нап Воронов, Александр Юрьевич
- нап Гросс, Олег Иоганесович
- нап Гудожников, Валерий Викторович
- нап Зайцев, Дмитрий Сергеевич
- нап Калинин, Сергей Анатольевич
- нап Китов, Александр Сергеевич
- нап Кормачев, Владимир Николаевич
- нап Лантратов, Сергей Сергеевич
- нап Макаров, Андрей Юрьевич
- нап Макеев, Олег Владимирович
- нап Малахов, Александр Анатольевич
- нап Морозов, Вадим Геннадьевич
- нап Пашин, Михаил Валентинович
- нап Полозков, Дмитрий Александрович
- нап Рагулин, Александр Борисович
- нап Скворцов, Александр
- нап Смирнов, Андрей Васильевич
- нап Устинов, Николай Сергеевич
- Главный тренер: Александр Заикин.

## 21. «Автомобилист» Екатеринбург
- вр Бызов, Александр Петрович
- вр Гуляев, Олег Юрьевич
- вр Козлов, Максим Сергеевич
- вр Ширгазиев, Альберт Наилович
- защ Авдеев, Виктор Витальевич
- защ Безроднов, Александр Робертович
- защ Визгин, Александр Александрович
- защ Воронов, Алексей Валерьевич
- защ Жмудь, Олег Александрович
- защ Зайцев, Андрей Анатольевич
- защ Каримов, Владимир Ренатович
- защ Коршунов, Андрей Николаевич
- защ Мухин, Евгений Георгиевич
- защ Нарушко, Сергей Игоревич
- защ Отмахов, Владислав Валерьевич
- защ Скомороха, Андрей Владимирович
- защ Соколов, Денис Юрьевич
- защ Солдатов, Валерий Николаевич
- защ Устюжанин, Дмитрий Юрьевич
- защ Шарабуряк, Виталий Иосифович
- нап Бойков, Виктор Владимирович
- нап Бойченко, Олег Николаевич
- нап Гатаулин, Захар Галимович
- нап Голованов, Игорь Викторович
- нап Гордиевский, Игорь Евгеньевич
- нап Ельшин, Вячеслав Юрьевич
- нап Зайков, Олег Анатольевич
- нап Захаров, Игорь Валентинович
- нап Зыбин, Виталий Александрович
- нап Крапивин, Александр Константинович
- нап Кузнецов, Денис Юрьевич
- нап Кузьмин, Андрей Викторович
- нап Куличихин, Михаил Анатольевич
- нап Курындин, Андрей Викторович
- нап Митин, Денис Владимирович
- нап Пермяков, Алексей Владимирович
- нап Петраков, Андрей Александрович
- нап Петухов, Алексей
- нап Пирожков, Дмитрий Владимирович
- нап Попов, Дмитрий Владимирович
- нап Сорокин, Дмитрий Владимирович
- нап Субботин, Андрей Николаевич
- нап Субботин, Дмитрий Николаевич
- нап Тимощенков, Виктор Васильевич
- нап Хазов, Андрей Юрьевич
- нап Хритошин, Станислав Олегович
- нап Чемоданов, Станислав Владимирович
- нап Шпаковский, Дмитрий Иванович
- Главный тренер: Виктор Кутергин.

## 22. «Строитель»
- вр  Баландин, Владимир Викторович
- вр  Колиоглов, Николай Владимирович
- вр  Шиляев, Леонид Александрович
- защ Александров, Виктор Иванович
- защ  Бальчугов, Александр Сергеевич
- защ  Болякин, Олег Владимирович
- защ  Верещагин, Георгий Нодариевич
- защ  Гасников, Александр Александрович
- защ  Дубровский, Дмитрий Радомирович
- защ  Жунусов, Даурен Мухамедгалиевич
- защ  Кац, Виталий Александрович
- защ  Керн, Владислав Александрович
- защ  Михайлис, Юрий Владимирович
- защ  Петров, Сергей Викторович
- защ  Петрушин, Юрий Петрович
- защ  Смольяков, Андрей
- защ  Шеститко, Валерий Павлович
- нап  Авдеев, Евгений Бабенко Николай
- нап  Бабенко, Николай Николаевич
- нап Белан, Вячеслав Михайлович
- нап  Буяльский, Виктор Васильевич
- нап  Высоцкий, Александр Анатольевич
- нап  Габдрахманов, Ильдус Вакильевич
- нап  Жабунин, Владимир Валерьевич
- нап  Завитаев, Леонид Петрович
- нап  Заводов, Роман Валентинович
- нап  Залипятских, Андрей Геннадьевич
- нап  Куксов, Сергей Владимирович
- нап  Леонов, Денис Владимирович
- нап  Москалёв, Александр Александрович
- нап  Мурзин, Алексей Раисович
- нап  Николаев, Игорь Юрьевич
- нап Пачев, Александр
- нап  Петров, Михаил Владимирович → «Торпедо» НН
- нап  Салимов, Олег Вахмуратович
- нап  Тушенцов, Валерий Павлович
- нап  Фёдоров, Дмитрий Викторович
- нап  Филиппов, Александр Владимирович
- нап  Хамракулов, Владимир Владимирович
- нап  Харитонов, Александр Владимирович
- нап  Цуканов, Павел Дмитриевич
- нап  Шулаев, Олег Вениаминович
- Главный тренер:  Пётр Павлюченко.

## 23. «Молот»
- вр Ерохин, Валерий Александрович
- вр Рябчиков, Евгений Юрьевич
- защ Березин, Вадим Викторович
- защ Галкин, Вадим Николаевич
- защ Ганжа, Валерий Николаевич
- защ Гречишкин, Виктор Валерьевич
- защ Емелин, Андрей Николаевич
- защ Караваев, Константин Владимирович
- защ Кириллов, Дмитрий Геннадьевич
- защ Ковальков, Михаил Павлович
- защ Куняков, Андрей Александрович
- защ Лебедев, Сергей Владимирович
- защ Мильто, Сергей Владимирович
- защ Стержанов, Мурат Леонидович
- защ Телюкин, Андрей Сергеевич
- нап Ахметов, Евгений Каримович
- нап Бардин, Николай Владимирович
- нап Губанов, Сергей Александрович
- нап Гулявцев, Александр Вячеславович
- нап Ипатов, Михаил Александрович
- нап Лебедев, Игорь Владимирович
- нап Муллагалеев, Марат Миргазизович
- нап Нечаев, Сергей Владимирович
- нап Обушный, Евгений Борисович
- нап Панин, Алексей Валерьевич
- нап Плотников, Алексей Васильевич
- нап Романов, Дмитрий Алексеевич
- нап Савчук, Олег Ростиславович
- нап Смирнов, Павел Владиславович
- нап Солдатов, Михаил Валентинович
- нап Чинахов, Виталий Владимирович
- нап Щелкунов, Вадим Валерьевич
- Главный тренер: Владимир Фокеев (до 27 ноября), Владимир Собровин (27 ноября — 22 декабря, и. о.), Василий Спиридонов.

## 24. «Кристалл» Саратов
- вр Сычков, Дмитрий Викторович
- вр Щеблинов, Алексей Юрьевич
- защ Беляев, Михаил Вячеславович
- защ Глебов, Дмитрий Николаевич
- защ Кривоножкин, Алексей Александрович
- защ Кровяков, Сергей Викторович
- защ Люлин, Андрей Викторович
- защ Марфин, Андрей Вячеславович
- защ Милёхин, Михаил Викторович → «Лада»
- защ Михайлов, Александр Анатольевич
- защ  Полищук, Иван Николаевич
- защ Полтаренко, Дмитрий Владимирович
- защ  Сидоров, Валерий Николаевич
- защ Стулов, Дмитрий Георгиевич
- защ Чикин, Дмитрий Владимирович
- защ Шубинов, Михаил Владимирович
- нап Алеев, Алим Хамитович
- нап Бежиков, Борис Владимирович
- нап Блинов, Александр Евгеньевич
- нап Бурханов, Али Шамильевич
- нап Володин, Федор Геннадьевич
- нап Горелов, Александр Геннадьевич
- нап Гусев, Дмитрий Петрович
- нап Ермошин, Дмитрий Валерьевич
- нап Иванов, Александр Сергеевич
- нап Кондратьев, Александр Валерьевич
- нап Королев, Андрей Викторович
- нап Молотилов, Вадим Анатольевич
- нап Орлов, Сергей Валерьевич
- нап Самошкин, Сергей Владимирович
- нап Стародубцев, Денис Владимирович
- нап Степанов, Игорь Витальевич
- нап Тарасов, Евгений Викторович
- нап Умнов, Владислав Александрович
- нап Черепуха, Николай Николаевич
- нап Шишкин, Евгений Викторович

Главный тренер: Владимир Куплинов.